# Bogdan Străuț
Bogdan Adrian Străuț (sinh ngày 28 tháng 4 năm 1986 ở Timişoara) là một hậu vệ bóng đá người România thi đấu cho Poli Timișoara.